# Mortadelo y Filemón (cortometrajes)
Mortadelo y Filemón es una serie de cortometrajes de animación españoles creados por Estudios Vara en los años 60, adaptación de las historietas de la serie Mortadelo y Filemón. Está compuesta por 23 episodios divididos en 3 temporadas, cada uno de los cuales tiene una duración aproximada de 6 minutos. 

## Producción
En 1965, el madrileño Rafael Vara contrató a Amaro Carretero para realizar trabajos de animación, éste le sugirió realizar un cortometraje basado en los personajes de Francisco Ibáñez, Vara aceptó y llegó a un acuerdo con la Editorial Bruguera, con lo que Carretero realiza el corto titulado Mortadelo y Filemón, agencia de información (nombre que tenía la historieta en aquel momento). El corto conseguiría el premio Platero de Plata en el Festival de Cine de Gijón, lo que haría que se presentase al año siguiente otro corto en el mismo festival llamado Carioco y su invención que se alzaría también con el premio. Tras el éxito de los dos cortometrajes, Rafael Vara creó, en ese mismo año, la empresa Dacor que se encargaría de la realización de los mismos hasta 1970. Uno de ellos, Un marciano de rondón, volvería a alzarse con el premio, aunque hay que notar que estos galardones se obtuvieron probablemente más por la popularidad de los personajes entre los niños (el jurado del Platero de Plata estaba formado por el público infantil) que por la calidad. Se realizó, por temas económicos, una unión de todos los cortometrajes en dos largometrajes.
Aunque el autor de los personajes, Francisco Ibáñez, no intervino para nada en el desarrollo de la animación varios chistes están extraídos directamente de las historietas. Los títulos de los cortos terminan en -ón- para lograr la rima con Mortadelo y Filemón.

## Cortometrajes

### Festival de Mortadelo y Filemón
N.º de cortos: 8

### Segundo festival de Mortadelo y Filemón
N.º de cortos: 8

### El armario del tiempo
N.º de cortos: 7

## Recepción
Cuando se estrenó la serie de animación de 1994 basada en los personajes, Francisco Ibáñez criticó la película diciendo que «cuando se hizo en cine no le gustó nada, parecían sacos de patatas». La explicación que daba el autor de la historieta original era que «El dibujo animado se mira con otra mentalidad que la historieta. Los ‘gags’ tienen que ser diferentes. En el tebeo, la acción se divide en varias facetas, no se ven los intermedios, cada viñeta es una sorpresa con respecto a la anterior. Mientras que el dibujo animado, por su continuidad, no se presta a estas cosas. Aunque no lo parezca, los recursos que necesita el cine son muy distintos a los que necesita la historieta».
En cualquier caso gustaron al público infantil y se realizó un tercer "festival" en 1971 titulado El armario del tiempo al que se le puede considerar un largometraje propiamente dicho, pero los resultados económicos no fueron los esperados por los realizadores y dejaron de realizarse más cortos. Mortadelo y Filemón no volvieron a conocer la animación (descontando algunos anuncios, uno de ellos realizado por Vara) hasta 25 años después con la serie de 1994.
Fernando Soto en su libro El mundo de Mortadelo y Filemón explica que los cortometrajes tuvieron problemas tanto técnicos como creativos, ya que todavía no existían historietas largas de los personajes, lo que provoca que los argumentos resulten poco sólidos ya que constituyen una mera sucesión de gags. También considera que si bien el diseño de los protagonistas resulta bastante fiel, no ocurre lo mismo con el resto de personajes. José María Candel Crespo en su obra Historia del dibujo animado español califica los dibujos de simples ya que su guion consistía en seguir la comicidad de las historietas de Ibáñez, lo que lleva a menudo a repetir gags, cosa que hacía que se volvieran tediosos cuando se recopilaban en los festivales (si bien esto no es un problema de los cortos considerados individualmente). Fernando Javier de la Cruz Pérez en su tesis doctoral titulada Los cómics de Francisco Ibáñez afirma que pierden dinamismo, expresividad y frescura con respecto a la historieta original.